# Nikolaï Tanaïev
Nikolaï Timofeïevitch Tanaïev (en kirghiz et en russe : Николай Тимофеевич Танаев) né le 5 novembre 1945 à Mikhaïlovka dans l'oblast de Penza en république socialiste fédérative soviétique de Russie et mort le 19 juillet 2020 à Moscou, est un homme d'État de citoyenneté kirghize et de nationalité russe, ancien Premier ministre du Kirghizstan entre le 22 mai 2002 et le coup d'État du 24 mars 2005. 

## Biographie
Nikolaï Tanaïev sort en 1969 de l'institut d'hydromélioration et de construction de Djamboul et devient ainsi ingénieur en travaux civils. Il travaille à l'époque soviétique dans  de grands combinats kirghizes de construction (« Ochstroï » et « Tchouïpromstroï ») dont il parvient à la direction.
Dans les années 1990, il dirige l'entreprise d'État de construction « Kirghizkourkouch ». Il est président de l'académie d'architecture et de construction du Kirghizistan.
Nikolaï Tanaïev est nommé en 2002 vice-premier ministre du Premier ministre Kourmanbek Bakiev avant que ce dernier ne soit limogé par le président Askar Akaïev le 22 mai 2002. Tanaïev obtient alors le poste de premier ministre par intérim avant d'être nommé à ce poste après sa confirmation par le parlement une semaine plus tard.
Nikolaï Tanaïev a, de peu, survécu à une motion de censure le 8 avril 2004 : l'assemblée avait voté à 27 voix contre 14 pour sa démission, mais constitutionnellement il fallait 30 voix pour que la motion aboutisse.
Après la révolution des Tulipes de mars 2005, l'ancien Premier ministre Kourmanbek Bakiev prend les pleins pouvoirs et Tanaïev perd sa place de Premier ministre le 24 mars, quelques heures avant que les manifestants ne s'emparent des édifices du gouvernement. Ce dernier n'a pas d'appui politique et il est considéré plus comme un administrateur et expert de la construction que comme un homme politique d'avenir. D'autre part il appartient à une minorité ethnique dont le pourcentage ne cesse de diminuer dans la population à cause de son départ du Kirghizistan. Il ne connaît pas de scandale et n'est pas corrompu comme d'autres membres de l'élite politique qui s'achètent des appuis.
En avril 2005, il est accueilli à Penza en Russie, où il a passé son enfance, et ne retourne plus à Bichkek. Il est chargé des relations économiques extérieures par le gouverneur de la région de Penza. En juin 2005, le procureur général du Kirghizistan lance un mandat d'arrêt contre Tanaïev sous l'accusation d'avoir détourné une somme d'argent (environ 977 000 dollars) au profit de l'entreprise de son fils. Mais finalement, aucune poursuite n'aboutit à un procès.
En 2006, il est nommé directeur général de la société InvestGazpromneft, filiale de Gazprom, et participe au projet de la tour Gazprom-City à Saint-Pétersbourg.

### Famille
- Son fils aîné, Alexandre, est président de la fédération de tennis du Kirghizistan. Il est marié à une femme d'ethnie kirghize et a trois enfants.
- Son fils cadet, Alexeï, dirige la compagnie Kirghizkouroulouch.